# Taipei cinese

Bandiera olimpica di Taipei Cinese

Taipei cinese (中華臺北S; in inglese Chinese Taipei; in italiano, correntemente, anche Cina Taipei) è il nome dal 1979 ufficialmente usato da Taiwan nelle competizioni sportive in luogo di Taiwan. Tale uso fu esteso in seguito in altri ambiti al fine di evitare incidenti diplomatici con la Repubblica Popolare Cinese, nome ufficiale della Cina continentale.
L'utilizzo del termine è stato presto esteso anche ai rappresentanti taiwanesi in contesti quali concorsi di bellezza (Miss Universo, Miss Chinese International) e organismi internazionali (Convention du Mètre e Organizzazione mondiale della sanità).

## Storia
Nel 1979, nell'81ª sessione del Comitato Olimpico Internazionale a Montevideo, venne deciso il riconoscimento dei comitati olimpici nazionali della Cina (assente ai Giochi dal 1952) e di Taiwan, ma venne rimandata a un altro incontro, che poi si sarebbe svolto a Nagoya nell'ottobre 1979, la gestione degli aspetti più critici, in particolare sullo statuto politico dell'isola. L'allora presidente del CIO, l'irlandese Michael Morris Killanin, elaborò una soluzione di compromesso trovando per Taiwan il nome di Taipei Cinese che tuttavia non piacque ai dirigenti taiwanesi benché il termine "Cinese" non fosse stato inteso con connotazione di appartenenza nazionale ma culturale; vibrate proteste da parte del governo dell'isola riguardarono anche il divieto di utilizzare la propria bandiera e il proprio inno nazionale ai giochi.
In ragione di ciò Taiwan adottò un'apposita bandiera bianca con un fiore di pruno méi (prunus mume) dai contorni blu, bianco, rosso a 5 petali, che racchiude al suo interno due stemmi: sopra il cielo blu con un sole bianco, emblema del paese, e sotto quello che riguarda la competizione a cui la rappresentativa partecipa.